# Węgierska Górka
Węgierska Górka – wieś gminna w Polsce położona w województwie śląskim, w powiecie żywieckim, w gminie Węgierska Górka. Jest siedzibą tej gminy. W latach 1975–1998 miejscowość administracyjnie należała do województwa bielskiego. Położona jest w Małopolsce, a dokładniej w jednym z małopolskich regionów historyczno-etnograficznych – na Żywiecczyźnie.
Leży w dolinie Soły, rozdzielającej tu Beskid Śląski (po stronie zachodniej) od Beskidu Żywieckiego (po stronie wschodniej), u ujścia do niej jej prawobrzeżnego dopływu, potoku Żabniczanka, ok. 11 km na południowy zachód od Żywca. Zdecydowana większość zabudowy znajduje się na prawym brzegu Soły.

## Części wsi
| SIMC    | Nazwa       | Rodzaj                          |
| ------- | ----------- | ------------------------------- |
| 1003733 | Bukowina    | część wsi                       |
| 1003740 | Górka       | część wsi (zniesiona w 2023 r.) |
| 1003756 | Nad Zieloną | część wsi                       |
| 1003762 | U Juraszków | część wsi (zniesiona w 2023 r.) |
| 1003779 | Zawodzie    | część wsi                       |
| 1003785 | Zielona     | część wsi                       |

## Historia

### Pierwsze wzmianki
Pierwsze wzmianki o Węgierskiej Górce pochodzą z 1477 roku, kiedy doszło do zatargów granicznych między królem Polski Kazimierzem Jagiellończykiem, a królem Węgier Maciejem Korwinem. Mówi o tym legenda: Węgrzy, którzy mieli wielki apetyt na Żywiecczyznę, aby nie popełnić krzywoprzysięstwa, świadczyli, że im jest przynależna ziemia, na której klęczą (po uprzednim wypełnieniu nogawic ziemią z Węgier, rzeczywiście klęczeli na ziemi węgierskiej). Fortel ten się nie udał, a z ziemi z nogawic spodni usypano „górki” – stąd, według legendy, wywodzi się nazwa Węgierska Górka.
W 1706 przez Franciszka Wielopolskiego został założony folwark zlokalizowany w miejscu połączenia potoku Żabnica i rzeki Soły na terenie Cięciny. Folwark ten otrzymał nazwę Węgierska Górka.

### Huta w Węgierskiej Górce

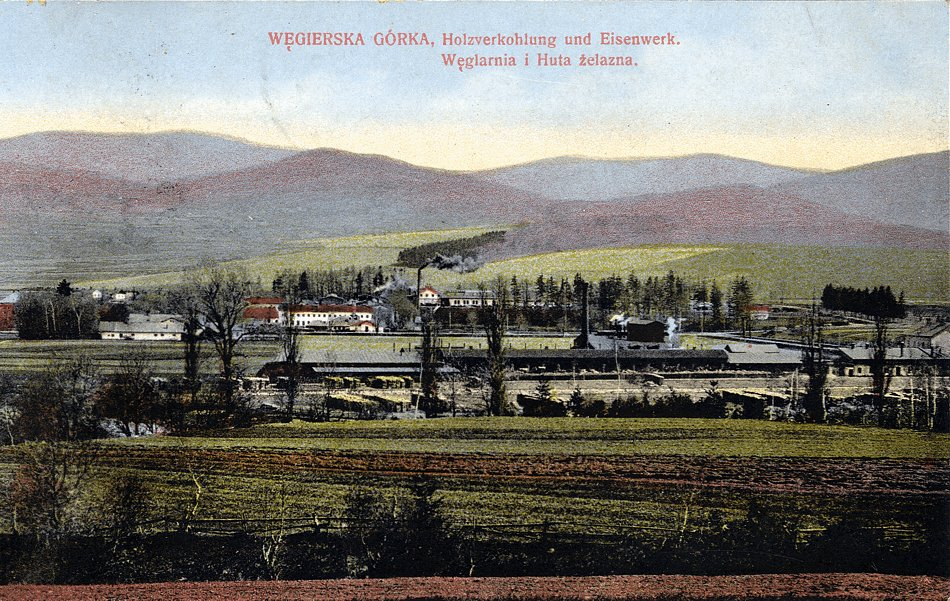
Huta w Węgierskiej Górce (1914)

W 1838 Adam Wielopolski utworzył na terenie Węgierskiej Górki hutę żelaza. Powstały tutaj dwa wielkie piece, z których pierwszy został uruchomiony w 1840, jak również hala odlewnicza. W październiku 1838 znajdujący się tu jaz, infrastruktura do transportu drewna opałowego oraz kanał doprowadzający wodę do zakładu uległy zniszczeniu w wyniku powodzi, co doprowadziło do strat w wysokości 8 tysięcy złotych reńskich.
Bazowym surowcem dla huty była ruda syderytowa, która pozyskiwana była metodą odkrywkową na obszarze Kamesznicy, Ujsół, Milówki, Jeleśni, czy Rychwałdu. W lipcu 1844 została ukończona przebudowa zakładu, przeprowadzona przez arcyksięcia Karola Ludwika Habsburga. Rozpoczęto również sprowadzanie większych ilości rudy pochodzącej z Brzeszcz i rejonu Krakowa, uruchomiono produkcję żelaza kutego przeznaczonego na potrzeby samej huty, jak również dla Huty Fryderyka w Sporyszu. W 1844 powstało tu 450 ton odlewów. W 1845 huta zajmowała się produkcją pieców i drzwiczek do nich, rusztów, krat kanałowych, odlewów maszynowych, hydrantów, kotłów na bieliznę, naczyń (takich jak garnki i rondle), moździerzy oraz odważników. Wyroby te były następnie sprzedawane na terytorium Austro-Węgier oraz na Śląsku, transportowane były one furmankami, nawet pomimo doprowadzenia tu w 1884 linii kolejowej. W 1852 doszło do uruchomienia drugiego wielkiego pieca. 
W latach 1841–1870 doprowadzono do ośmiokrotnego wzrostu produkcji w zakładzie, stanowił on wówczas jedną z największych hut na terenie Galicji. 
W 1905 huta została przekształcona w odlewnię, wobec czego został wygaszony wielki piec. W 1918 przedsiębiorstwo stało się spółką z zarządem czesko-francuskim. 

### Fabryka produktów suchej destylacji drewna w Węgierskiej Górce
W XIX w. w Węgierskiej Górce powstała Fabryka produktów suchej destylacji drewna . 

### Dwudziestolecie międzywojenne

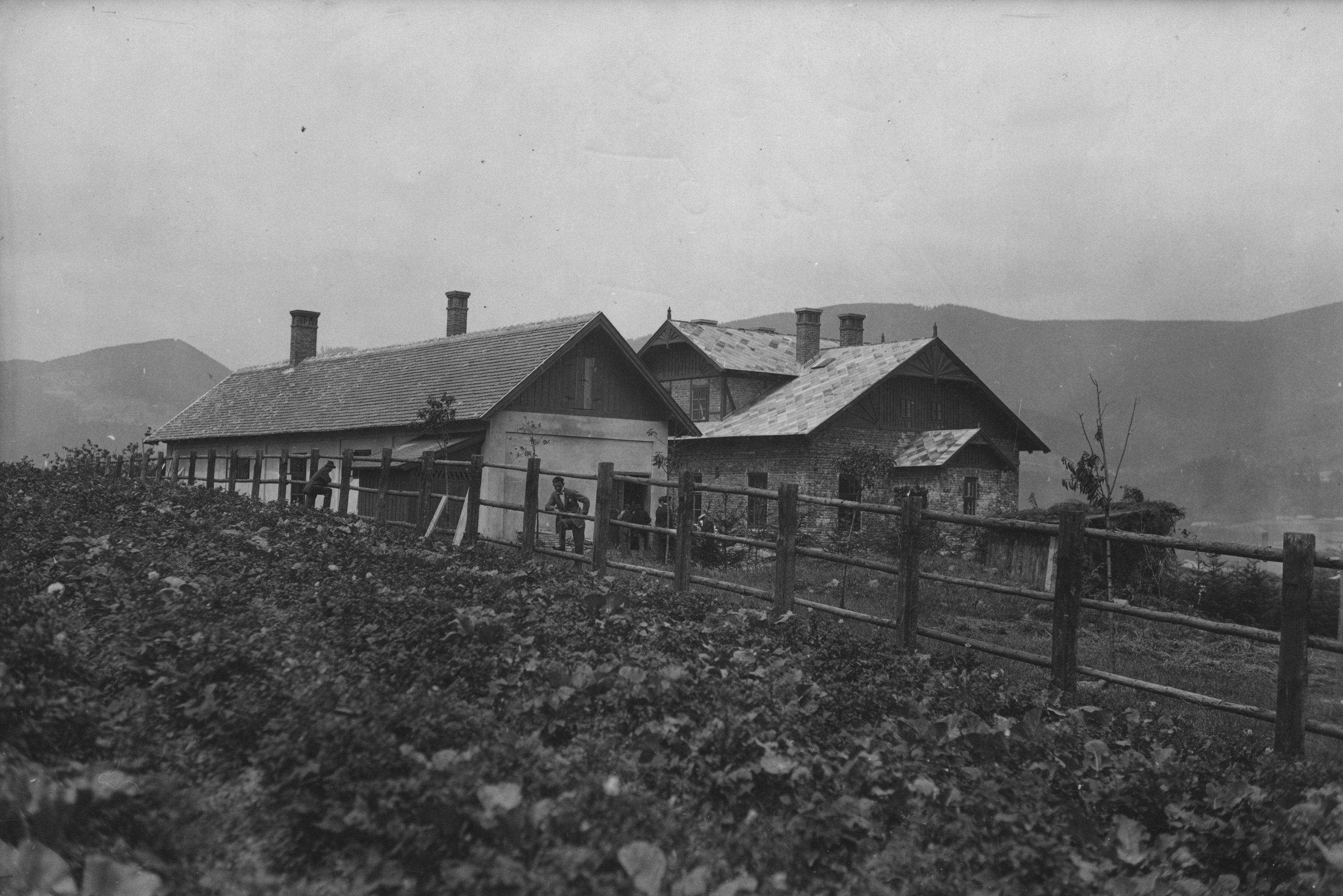
Kolonia kolejowa w Węgierskiej Górce w 1925

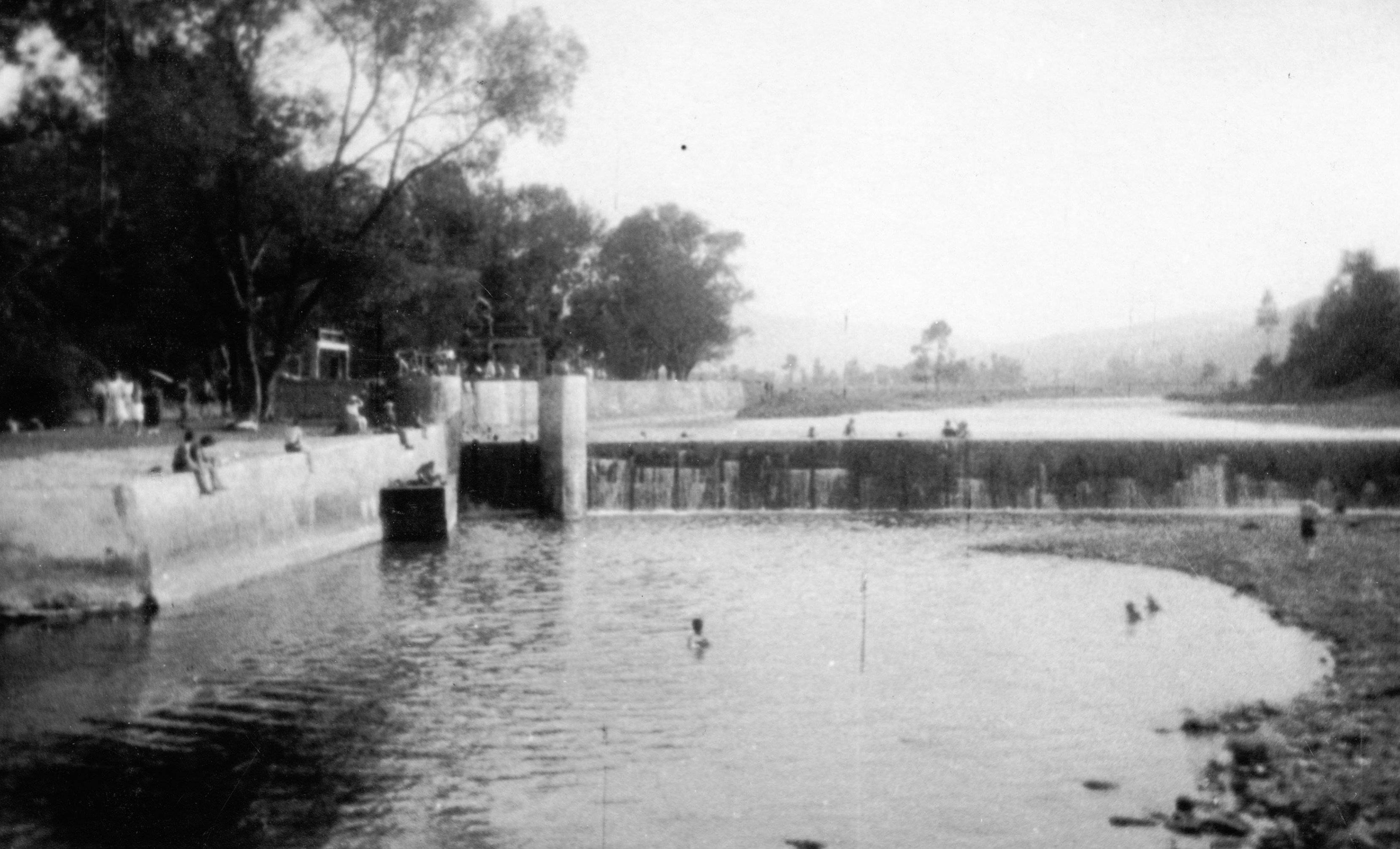
Jaz na Sole w 1932

W okresie międzywojennym osada fabryczna Węgierska Górka uzyskała status letniska. Odwiedzało ją rocznie około 1500 turystów, a baza noclegowa tutejszych pensjonatów wynosiła 50 miejsc. Z miejscowego dworca kolejowego kursowały dorożki.  Większość budynków na terenie Węgierskiej Górki była zelektryfikowana. W przysiółku znajdował się gabinet lekarza oraz apteka, mieściły się tu boiska sportowe, korty tenisowe i strzelnica. Odbywało się wiele festynów i dancingów. Przepływająca tu Soła była wykorzystywana do celów kąpielowych, a z osiedla prowadziły szlaki turystyczne wiodące na Romankę, Baranią Górę i Prusów.
Według Pierwszego Powszechnego Spisu Ludności z 1921 osada Węgierska Górka jako przysiółek Cięciny liczyła 428 mieszkańców, z czego 405 katolików rzymskich, 21 ewangelików i 2 grekokatolików. 410 mieszkańców miejscowości podało narodowość polską, a 18 – niemiecką.
Miejscowa odlewnia stała się jednym z głównych producentów armatury w skali krajowej i europejskiej.

### II wojna światowa
W 1939 roku wybudowane zostały schrony bojowe przeciw inwazji niemieckiej. Powstał rygiel obronny „Węgierska Górka”, który przez 3 dni wrześniowe odpierał bohatersko ataki 7 Bawarskiej Dywizji Piechoty, przez co opóźnione zostało rozbicie Armii „Kraków”. Dzięki wydarzeniom wrześniowym z 1939 roku Węgierska Górka nie tylko została odznaczona Krzyżem Grunwaldu III klasy, ale otrzymała nazwę „Westerplatte Południa”.

#### Bitwa pod Węgierską Górką
Węgierska Górka była ważnym punktem oporu podczas kampanii wrześniowej 1939 roku. Współcześnie można zwiedzić tutaj polskie fortyfikacje z tego okresu. Pierwotnie zaplanowano budowę 16 schronów bojowych mających zamykać dolinę, ale jedynie 5 z nich zdołano wybudować. Były to ciężkie schrony żelbetowe, uzbrojone w ciężkie karabiny maszynowe. Jeden ze schronów („Waligóra”) był schronem artyleryjskim dla dwóch armat kalibru 75mm. Wszystkie schrony miały być wyposażone w kopuły pancerne do prowadzenia ognia karabinowego i obserwacji, ale do wybuchu wojny nie zdążono ich zabudować. Dowódcą odcinka był kpt. Tadeusz Franciszek Semik. Fortyfikacje zostały zdobyte 3 września po ciężkich walkach, w których Niemcy stracili około 200 żołnierzy.

#### Schrony bojowe

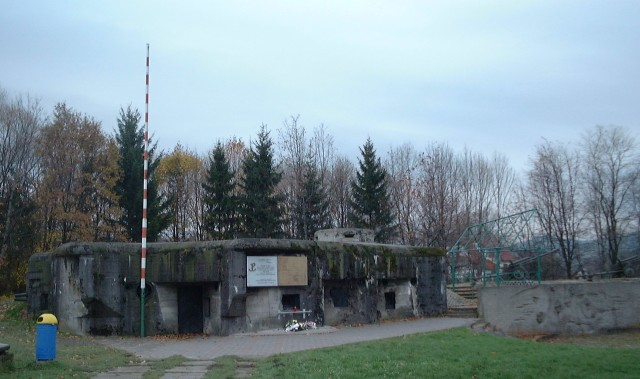
Schron Wędrowiec

- „Waligóra” – dowódcą schronu był por. Leopold Galocz. Tradytor artyleryjski, czyli schron o uzbrojeniu artyleryjskim służący do ostrzeliwania podejść pod punkt oporu. Na wyposażeniu miał dwa działa kal. 75 mm. Załoga późnym wieczorem 2 września wycofała się wraz z żołnierzami Batalionu KOP „Berezwecz” do Oczkowa.

- „Wąwóz” – dowódcą schronu był ppor. rez. Czesław Chludziński. Szturmowany był przez wojska niemieckie kilkakrotnie. 3 września pod osłoną nocy załoga opuściła Wąwóz. Jego uzbrojenie stanowiło działo kal. 37 mm na podstawie fortecznej oraz ciężkie karabiny maszynowe.

- „Wędrowiec” – dowódcą schronu był kpt. Tadeusz Semik. Ciężki schron piechoty, pełniący funkcje schronu dowodzenia oraz schronienia dla drużyny piechoty. Obecnie w obiekcie mieści się muzeum. Jest ono czynne w okresie wakacyjnym od godziny 10.00.

- „Włóczęga” – dowódcą schronu był ppor. Marian Małkowski. Uzbrojenie schronu stanowiło działo kal. 37 mm oraz ckm i rkm. Obecnie wybudowany jest na nim dom.

- „Wyrwidąb” – nie brał udziału w walce, ponieważ w chwili wybuchu wojny nie był jeszcze gotowy, uzbrojony i wyposażony. Wojnę przetrwał w idealnym stanie. Po wojnie, Wojsko Polskie testowało na nim materiały wybuchowe, więc jest najbardziej zniszczonym schronem.

### Węgierska Górka w PRL

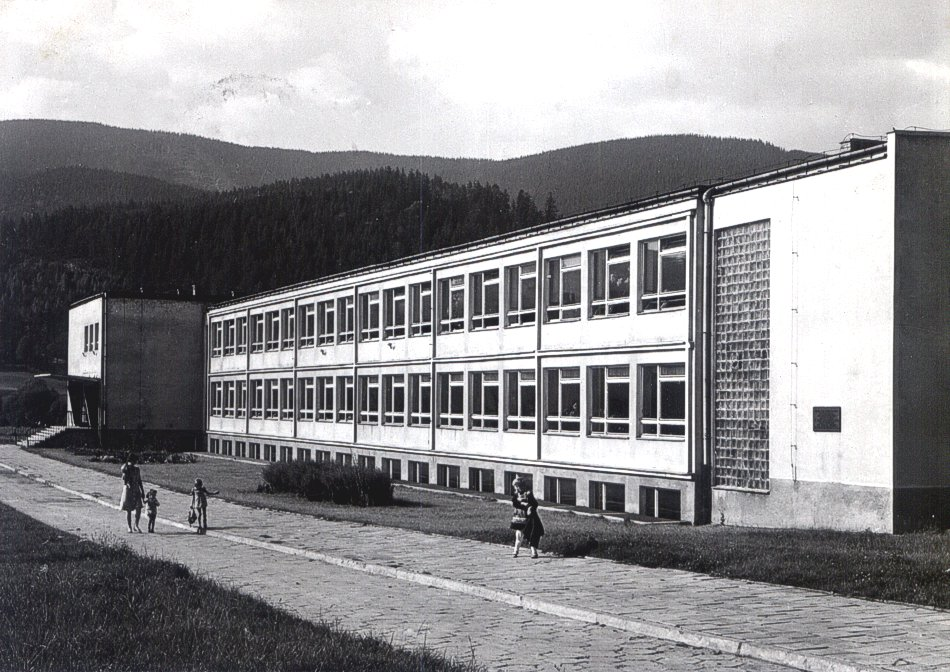
Szkoła tysiąclecia w Węgierskiej Górce (1973)

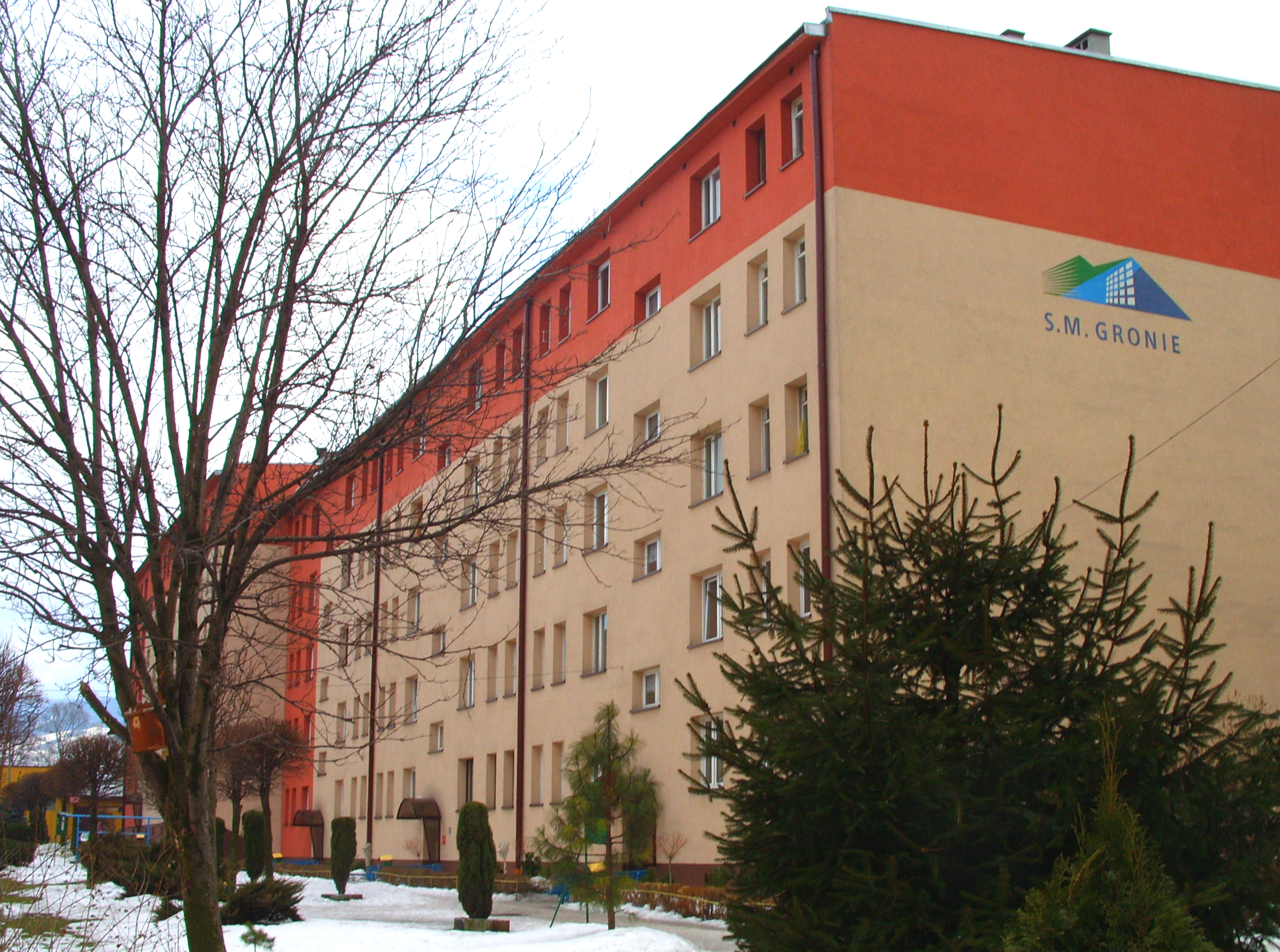
Blok na Osiedlu XX-lecia II RP, wybudowany w 1974 (2010)

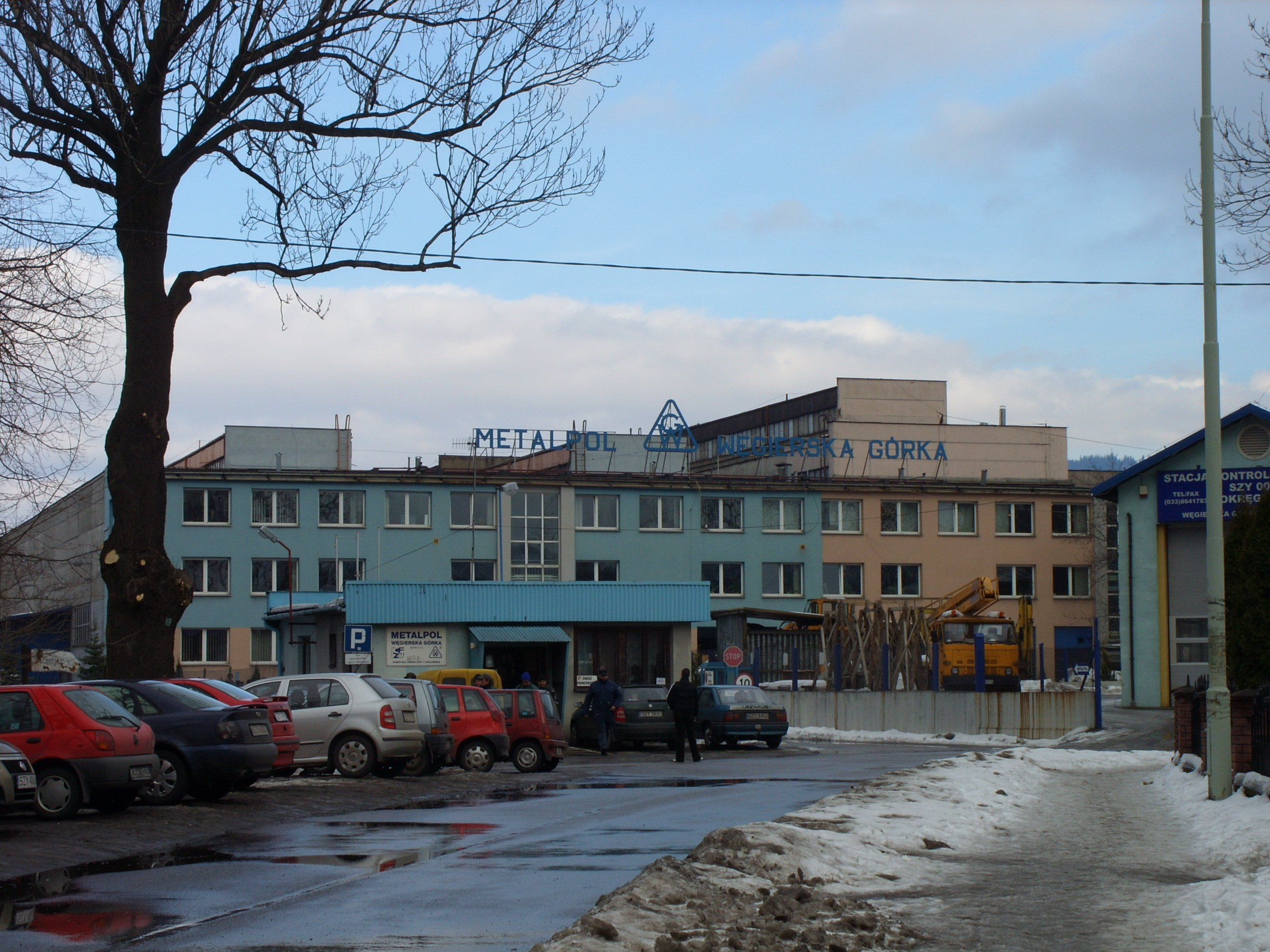
Siedziba Odlewni „Metalpol” w 2010

Do czasu reformy administracyjnej przeprowadzonej w 1954 roku Węgierska Górka była przysiółkiem gminnej wówczas miejscowości Cięcina. Wówczas to utworzono gromadę Węgierska Górka. Z dniem 1 stycznia 1958 wieś otrzymała status osiedla typu miejskiego. W 1961 roku Węgierską Górkę zamieszkiwało 2215 osób, a gęstość zaludnienia wynosiła 331 osób/km². Osiedle ulokowane było na 6,7 km².
23 lipca 1961 oddana do użytku została Szkoła Podstawowa im. Manifestu Lipcowego w Węgierskiej Górce, później Szkoła Tysiąclecia.
W 1962 roku nad brzegiem Soły otwarto ośrodek sportowy z boiskiem piłkarskim.
Na przełomie lat 60. i 70. w centrum Węgierskiej Górki wybudowane zostało osiedle mieszkaniowe, noszące początkowo nazwę XX-lecia PRL, po 1990 roku zmienioną na XX-lecia II RP.
Miejscowość utrzymała status osiedla aż do kolejnej reformy z dnia 1 stycznia 1973, która przyniosła likwidację osiedli. Wtedy Węgierska Górka stała się siedzibą gminy o tej samej nazwie.
W 1974 przy miejscowej szkole podstawowej działalność rozpoczęła filia Liceum Ogólnokształcącego w Milówce. 
W związku z reformą administracyjną, 1 czerwca 1975 miejscowość, jak i cały powiat żywiecki, znalazła się w granicach nowo utworzonego województwa bielskiego.
W 1981 roku ukończona została budowa kościoła Przemienienia Pańskiego. Problem braku kościoła w Węgierskiej Górce podjął w swojej tece wizytacji parafii w Cięcinie kardynał Karol Wojtyła w 1972 roku. Już w 1978 roku dokonał wmurowania kamienia węgielnego pod budowę kościoła, która została ukończona trzy lata później. W kościele, którego bryła przypomina trzy namioty, znajdują się największe organy piszczałkowe na Żywiecczyźnie.
1 września 1983 rozpoczęło działanie pięcioletnie Technikum Odlewnicze, któremu 6 grudnia 1984 nadano imię Jerzego Buzka, wybitnego specjalisty w zakresie metalurgii i odlewnictwa oraz długoletniego (1913-1939) dyrektora naczelnego Odlewni Żeliwa w Węgierskiej Górce.

## Przemysł

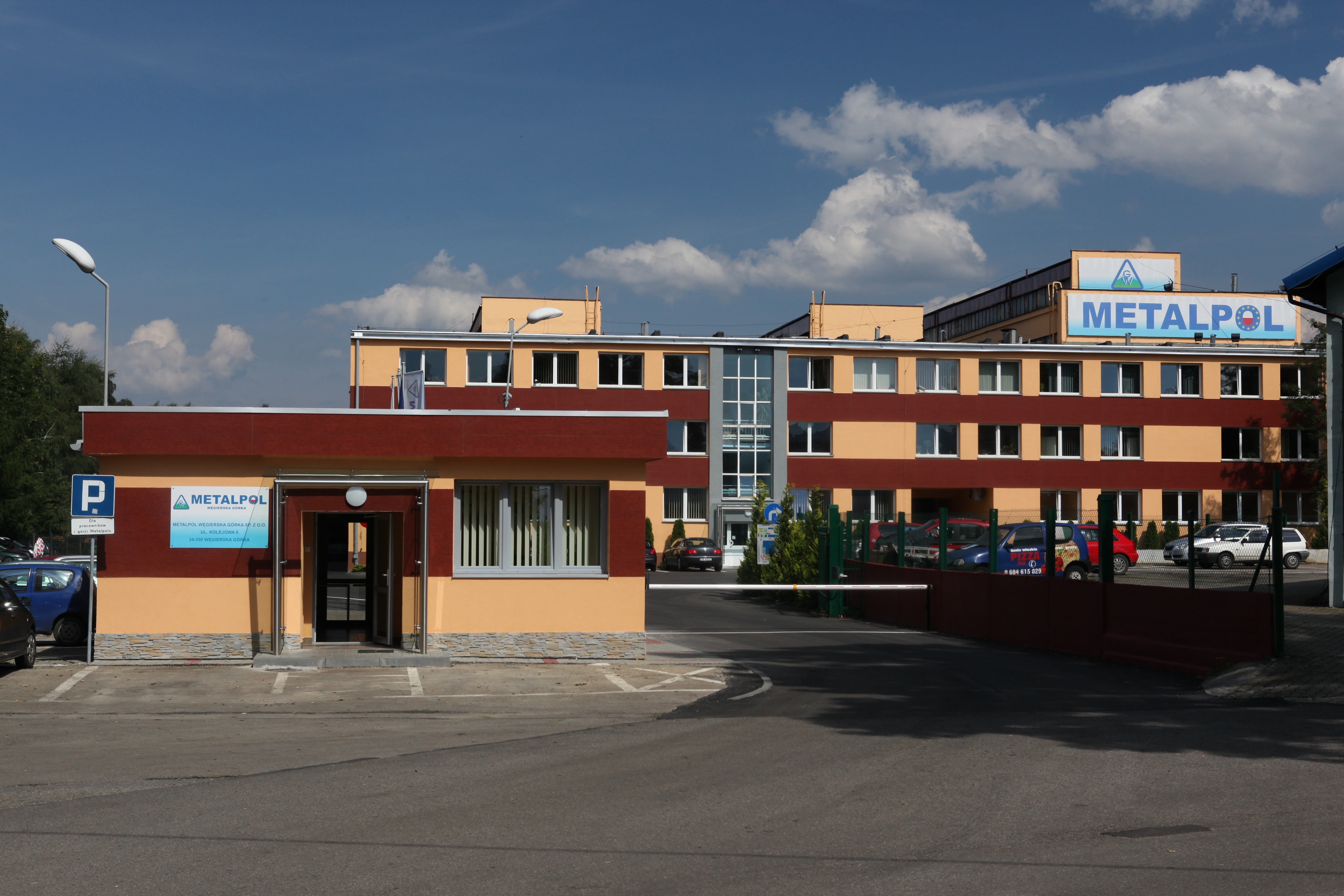
Biurowiec firmy „Metalpol”

Największym zakładem przemysłowym w Węgierskiej Górce jest METALPOL Węgierska Górka sp. z o.o. będąca kontynuatorką huty utworzonej w roku 1838. W latach powojennych zakład funkcjonował pod nazwą Fabryka Armatury i Odlewnia Węgierska Górka S.A. Spółka specjalizuje się w produkcji odlewów z żeliwa sferoidalnego dla potrzeb przemysłu maszynowego i motoryzacji oraz armatury przemysłowej i kształtek wodociągowych.
Z dniem 1 marca 2000, w następstwie przekształceń własnościowych, FAiO Węgierska Górka S.A. weszła w skład francuskiej Spółki Odlewnictwa i Metalurgii CF2M, a w roku 2010, w wyniku wykupu menedżerskiego, stała się na powrót spółką o kapitale polskim. W roku 2011 METALPOL wyprodukował 15.000 ton odlewów i zatrudniał 245 osób.

## Religia

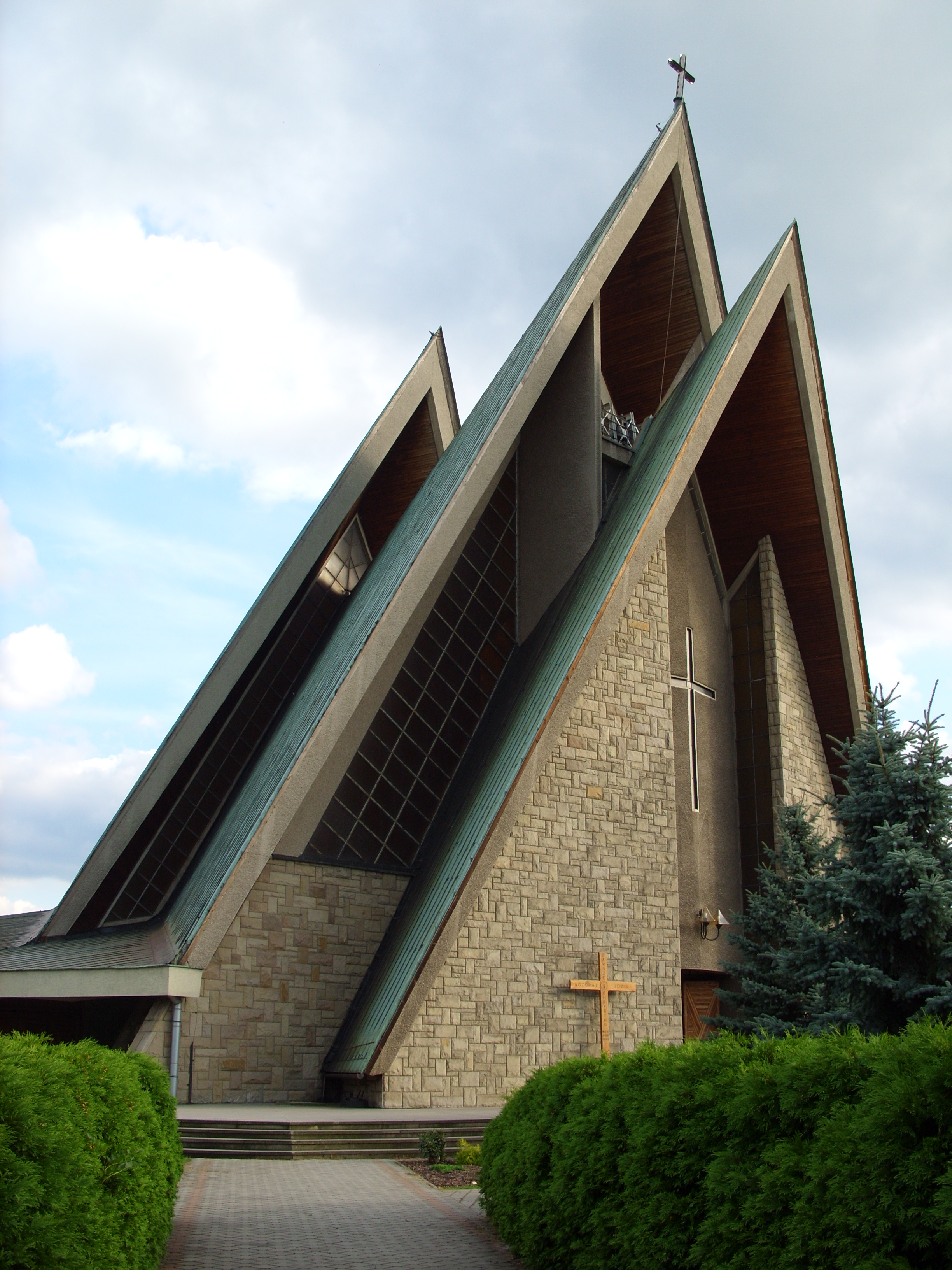
Kościół Przemienienia Pańskiego

Na terenie Węgierskiej Górki działalność duszpasterską prowadzą następujące kościoły:
- Kościół Ewangelicko-Augsburski w RP:
  - Parafia Ewangelicko-Augsburska w Białej – filiał Węgierska Górka[21]
- Kościół rzymskokatolicki:
  - parafia św. Katarzyny w Cięcinie – kościół Przemienienia Pańskiego w Węgierskiej Górce[22]

## Edukacja

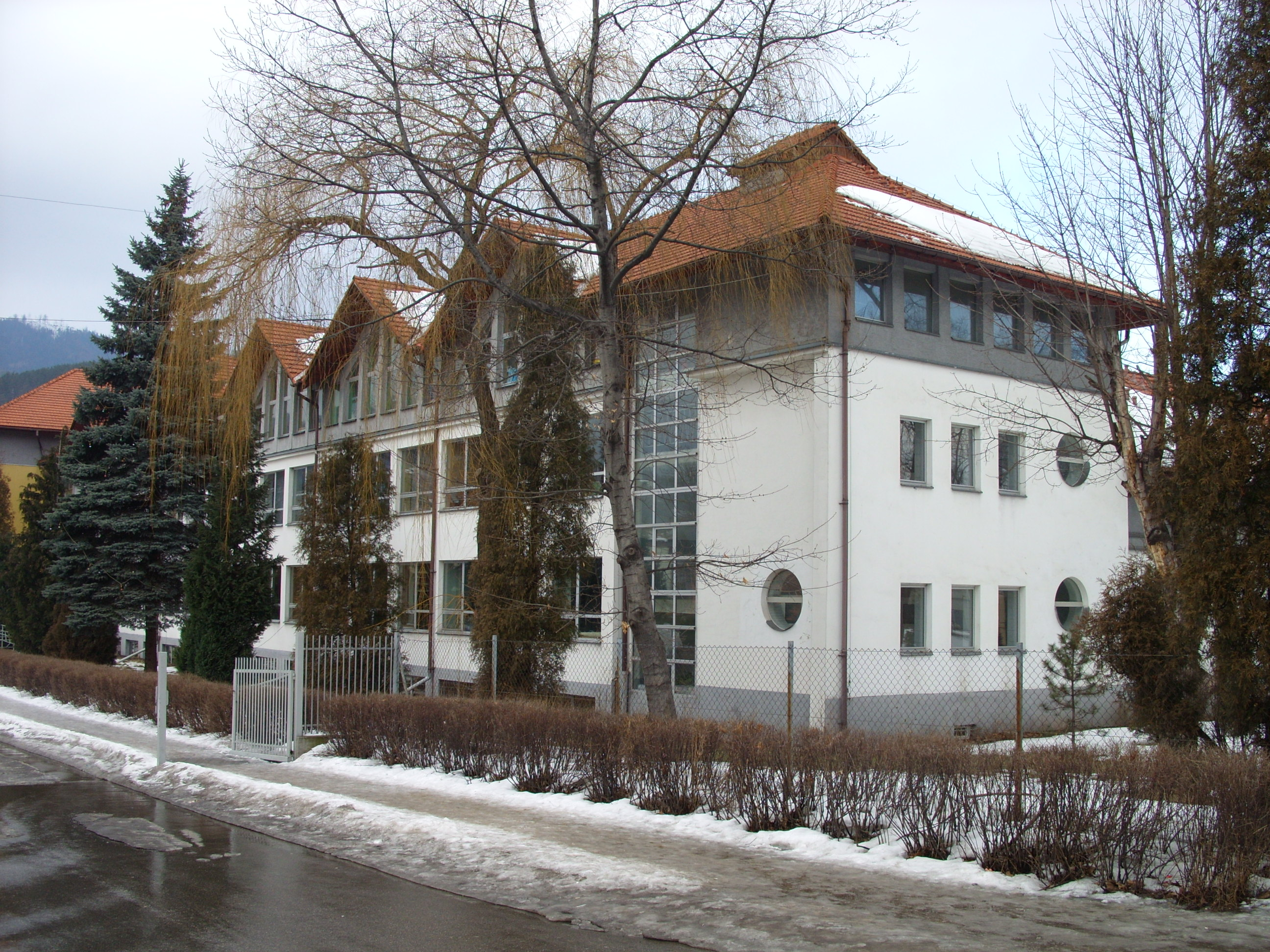
Szkoła Podstawowa w Węgierskiej Górce

W Węgierskiej Górce działają następujące placówki edukacyjne:
- Przedszkole w Węgierskiej Górce, ul. Zielona 39[23]
- Szkoła Podstawowa im. Obrońców Węgierskiej Górki, ul. Zielona 41[24] – budynek szkoły powstał jako pierwszy na terenie powiatu żywieckiego obiekt wybudowany w ramach akcji „Tysiąc szkół na tysiąclecie”. Prace rozpoczęte zostały w 1959 i były prowadzone przez Przedsiębiorstwo Budownictwa Terenowego w Żywcu. Ukończony gmach został otwarty 23 lipca 1961. 1 września 1961 naukę w nim rozpoczęło 445 uczniów. Początkowo szkoła nosiła imię Manifestu Lipcowego, które na wniosek nauczycieli zostało zmienione 2 września 1990 na Obrońców Węgierskiej Górki[25].
- Zespół Szkół Zawodowych im. prof. Jerzego Buzka w Węgierskiej Górce, ul. Kościuszki 14[26] – powstała z inicjatywy profesorów Akademii Górniczo-Hutniczej: Platona Januszewicza i Kazimierza Gierdziejewskiego jako dwuletnia Szkoła Przemysłowa Odlewnicza. Pierwsi uczniowie rozpoczęli w niej naukę 1 października 1945. Budynek mieszczący jej siedzibę powstał w latach 1947–1949. Placówka została zlikwidowana w 1955, a w zajmowanym przez nią dotychczas obiekcie uruchomiono szkołę podstawową. Odlewnia czyniła jednak zabiegi w celu wznowienia działalności szkoły przyzakładowej, co powiodło się i 1 września 1961 otwarta została trzyletnia Zasadnicza Szkoła Zawodowa, która współpracowała z Fabryką Samochodów Małolitrażowych w Bielsku-Białej. Powstały warsztaty szkolne i odbywało się kształcenie przyszłych pracowników zarówno na potrzeby odlewni, jak i FSM. Uczniowie szkoły z drugich i trzecich klas na kierunku mechanik pojazdów samochodowych odbywali praktyki w fabryce w Bielsku-Białej. 1 września 1973 działalność rozpoczęło również Technikum Odlewniczo-Mechaniczne dla Pracujących, prowadzące kierunki technik odlewnik i technik mechanik–obróbka skrawaniem. W 1976 powołano tu ponadto zaoczne trzyletnie studium zawodowe administracyjno-biurowe, stanowiące filię Zespołu Szkół Ekonomiczno–Gastronomicznych w Żywcu. W 1983 placówki tu działające utworzyły Zespół Szkół Odlewniczo-Mechanicznych, a 1 września tego roku działalność w jego składzie rozpoczęło pięcioletnie technikum odlewnicze dla młodzieży. 6 grudnia 1984 szkoła otrzymała imię Jerzego Buzka oraz sztandar. Wobec późniejszej rezygnacji z prowadzenia klas odlewniczych, 14 lutego 2000 dokonano zmiany nazwy na Zespół Szkół Zawodowych, który utworzyły technikum mechaniczne dla młodzieży, zasadnicza szkoła zawodowa oraz technikum mechaniczne dla Dorosłych. W marcu 2001 rozpoczęto prace przy adaptacji dawnego biurowca odlewni na potrzeby szkoły. Nowa siedziba została uruchomiona w lutym 2002. We wrześniu 2002 nastąpiła kolejna zmiana nazwy szkoły na Zespół Szkół Mechanicznych, w skład którego weszły liceum profilowane, technikum, zasadnicza szkoła zawodowa oraz technikum mechaniczne dla dorosłych. Już rok później, 1 września 2003, nazwa ta została ponownie zmieniona, przyjmując brzmienie Zespół Szkół Zawodowych i Ogólnokształcących, w ramach których działało technikum i zasadnicza szkoła zawodowa[27].

## Turystyka

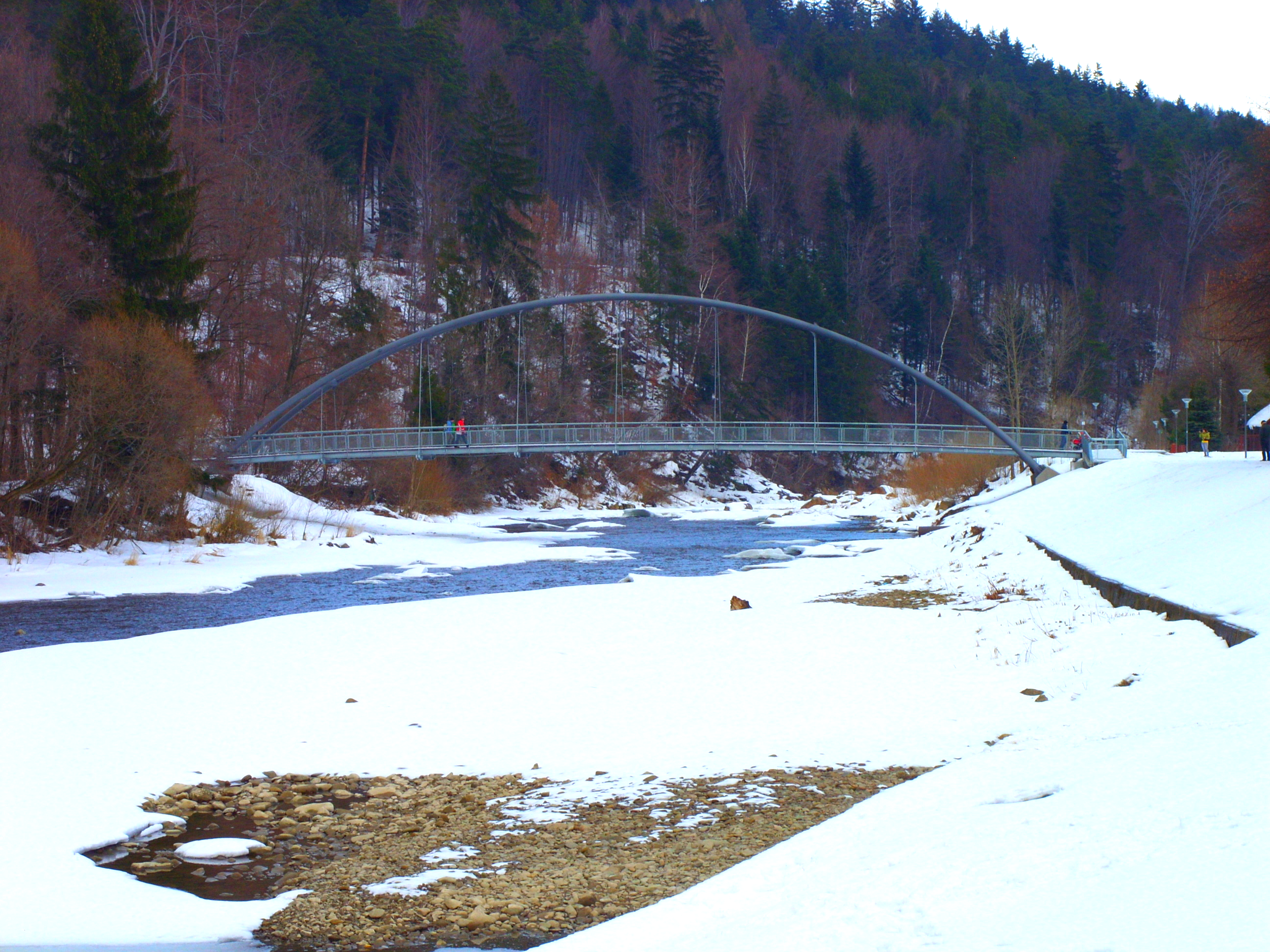
Most łukowy nad Sołą

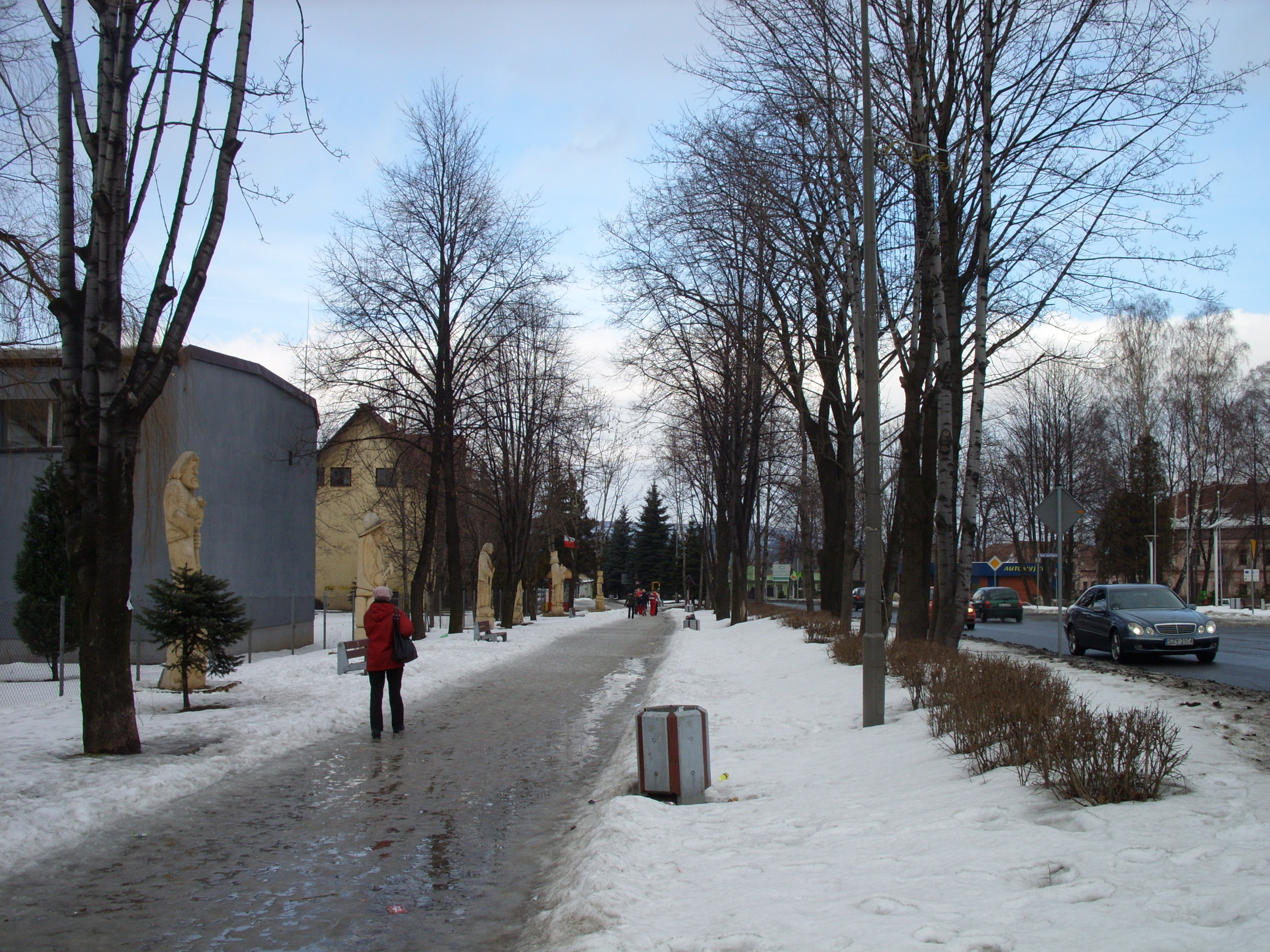
Aleja Zbójników

### Noclegi
Bazę turystyczną Węgierskiej Górki stanowią: kemping PTTK przy ul. Zielonej, domy wczasowe, pensjonaty, gospodarstwa agroturystyczne i kwatery prywatne.

### Bulwary nad Sołą
7 grudnia 2009 został oddany do użytkowania bulwar, podzielony na trzy części: od ul. Kamiennej prawym brzegiem rzeki Soły do ul. Zielonej, wzdłuż potoku Żabniczka oraz wiodący brzegami Młynówki. 
Jednym z elementów bulwaru pozostaje most łukowy nad Sołą, powstały z afrykańskiego drewna, łączący je z tzw. traktem cesarskim na lewym brzegu rzeki. Powstała tu również infrastruktura wypoczynkowa i rekreacyjna, miejsce zabaw dla dzieci, jak również parkingi i zejścia do rzeki.
Zagospodarowanie prawego brzegu Soły było jednym z największych przedsięwzięć inwestycyjnych i urbanistyczno–planistycznych w powiecie żywieckim, jak i w subregionie południowym województwa śląskiego.

### Aleja Zbójników

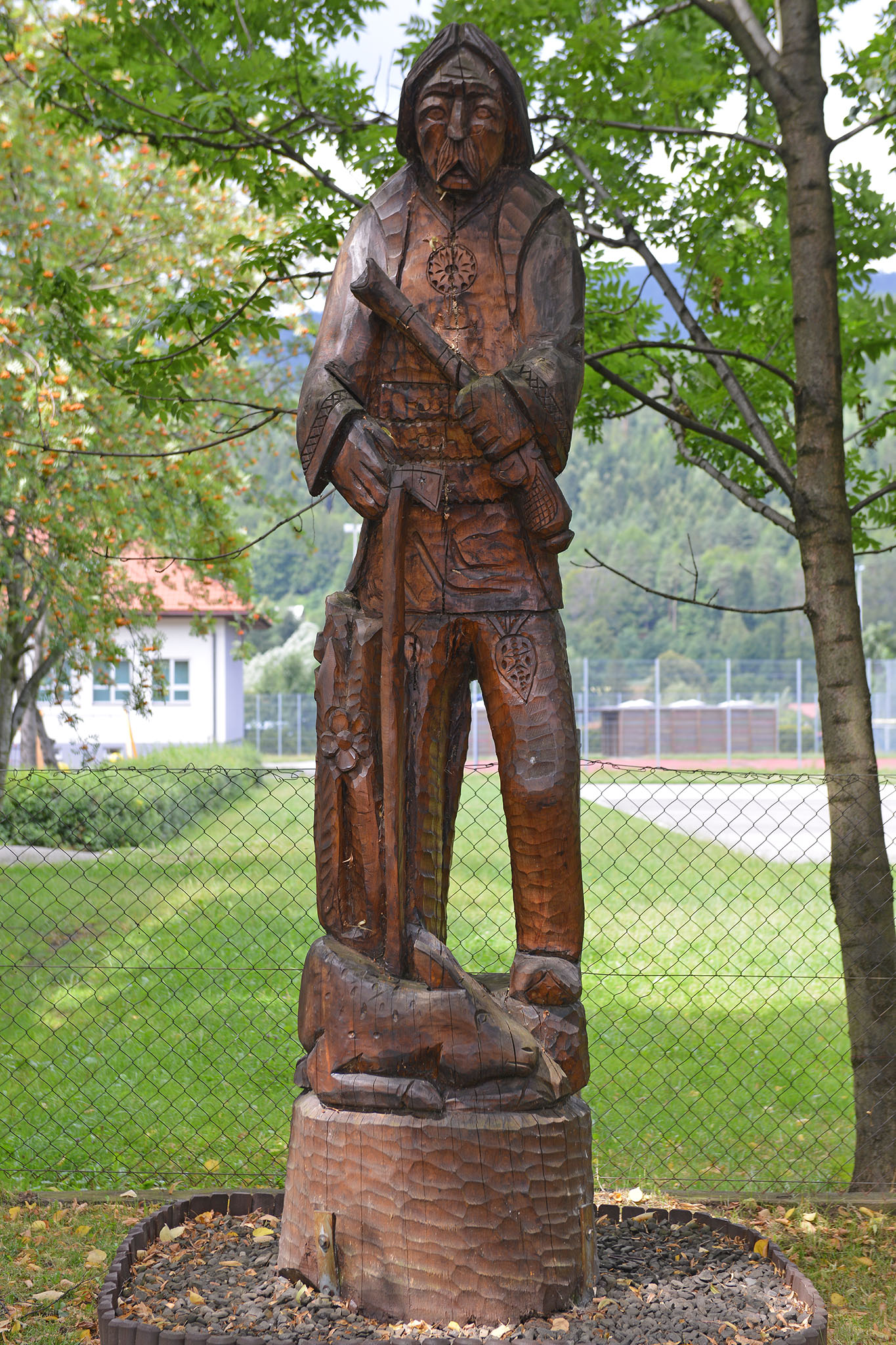
Jedna z rzeźb na Alei Zbójników

Aleja Zbójników w Węgierskiej Górce powstała w 2009 roku jako efekt odbywającego się w czerwcu pleneru rzeźbiarskiego. Celem przedsięwzięcia było przedstawienie w formie rzeźb skróconego przeglądu postaci i dziejów zbójnictwa na Żywiecczyźnie. Sześciu artystów wykonało sześć postaci zbójników. Rzeźby o wysokości od 4,5 do 5 metrów zostały ustawione wzdłuż ul. Zielonej, nieopodal Urzędu Gminy Węgierska Górka. Planowane jest rozszerzenie alei o kolejne rzeźby.

### Szlaki turystyczne
Piesze szlaki turystyczne przebiegające przez miejscowość to:
- Barania Góra – Magurka Radziechowska – Glinne – Węgierska Górka – Żabnica – Abrahamów – Rysianka (Główny Szlak Beskidzki)[33]
- Węgierska Górka – Przełęcz Siodełko – Złatna – dojście do  Złatna – Wierch Wisełka pod Baranią Górą (węzeł szlaków)[33]

### Nadleśnictwo Węgierska Górka
Węgierska Górka jest siedzibą Nadleśnictwa z obrębami Lipowa i Węgierska Górka. Zasięg działania administracyjnego Nadleśnictwa Węgierska Górka obejmuje teren gmin: Lipowa, Radziechowy-Wieprz i Węgierska Górka.
Lasy Nadleśnictwa w całości zostały zaliczone do lasów ochronnych, gdzie wyszczególniono lasy rezerwatowe, lasy glebochronne i wodochronne, ostoje głuszca oraz wyłączone drzewostany nasienne.
Z wyjątkiem nielicznych małych kompleksów całe Nadleśnictwo Węgierska Górka znajduje się na terenie Zespołu Parków Krajobrazowych Beskidu Śląskiego i Żywieckiego.
Lasy Nadleśnictwa Węgierska Górka są rejonem atrakcyjnym turystycznie. Funkcjonuje tu ponadto Izba Edukacji Przyrodniczo-Leśnej, poprowadzone zostały także cztery przyrodniczo-leśne ścieżki dydaktyczne.

## Sport

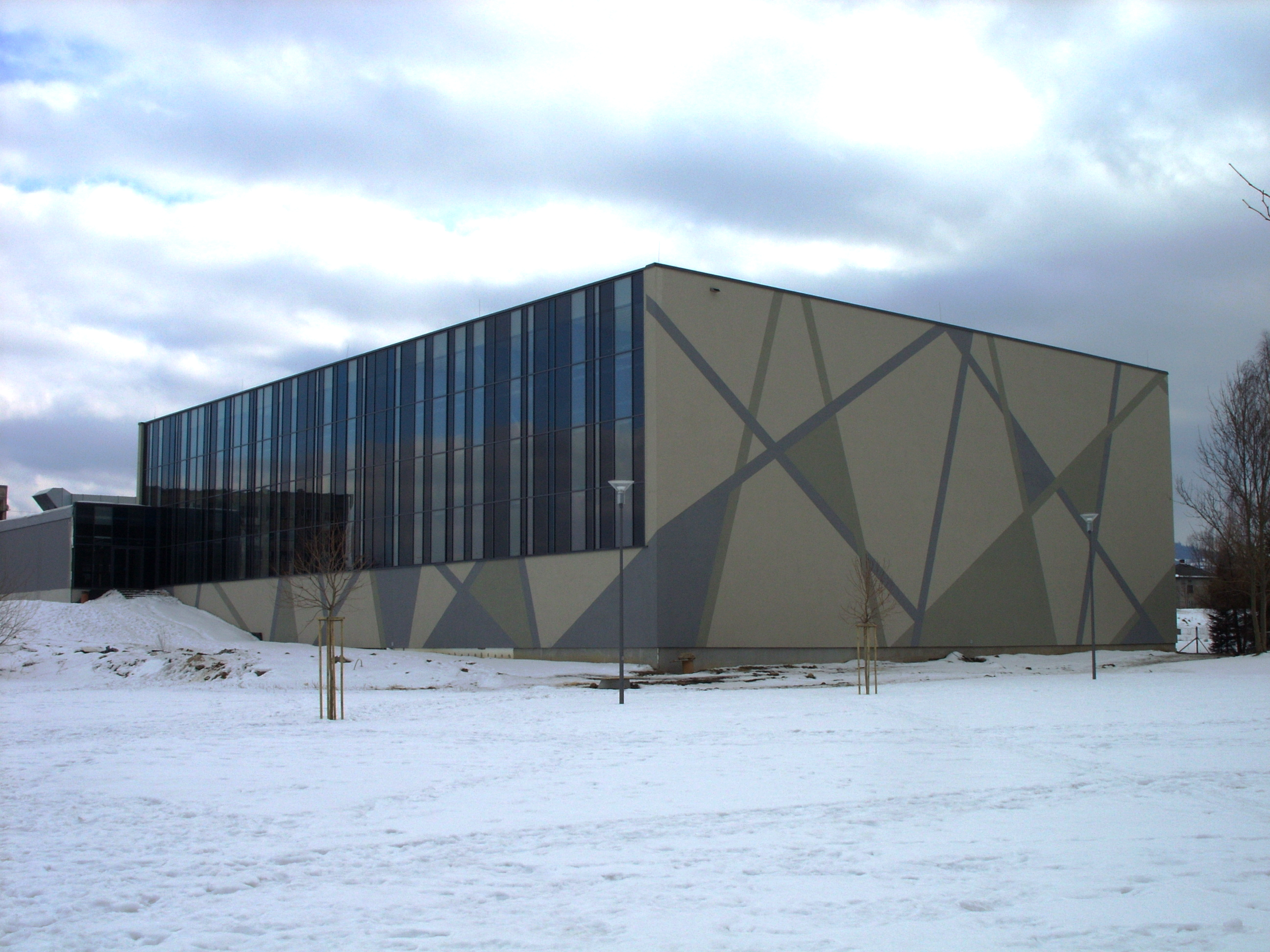
Hala sportowa na osiedlu XX-lecia II RP

W Węgierskiej Górce położona jest jedna z największych w województwie śląskim hala sportowa, otwarta 12 lutego 2010. Obiekt, położony na Osiedlu XX-lecia II RP, ma wymiary 50,2 × 33,8 m i wysokość 14,5 m. Na tej powierzchni wydzielono boisko o powierzchni 22 × 44 m z dwumetrowym obejściem, co pozwoliło na uzyskanie pełnowymiarowych boisk do gry w siatkówkę, koszykówkę i piłkę ręczną. Hol główny ma powierzchnię 3819 m².

## Komunikacja

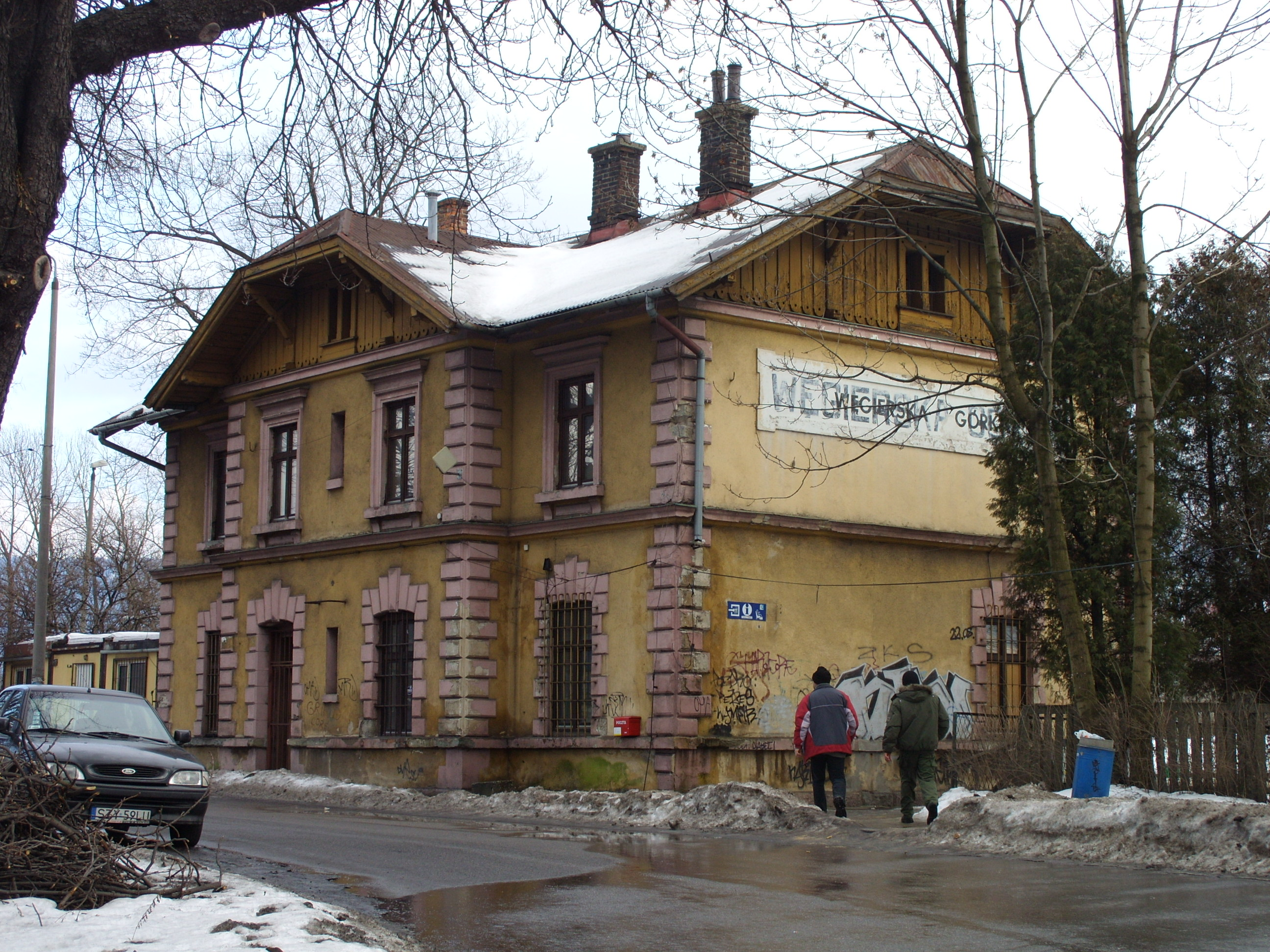
Stacja kolejowa Węgierska Górka

### Transport drogowy
Przez Węgierską Górkę przebiega droga krajowa 1, łącząca ją z Bielskiem-Białą, Żywcem i Zwardoniem, drogę zastąpi biegnąca zachodnimi obrzeżami miejscowości droga ekspresowa S1. Prace miały się zakończyć w 2022 roku. Ostatecznie zakończenie budowy zaplanowano na 6 września 2024 r.

### Kolej
Miejscowość przecina linia kolejowa nr 139 Katowice – Skalite Serafinov. Przy ul. Kolejowej położony dworzec kolejowy Węgierska Górka, na którym zatrzymują się pociągi Kolei Śląskich, które łączą go ze stacjami takimi jak Katowice, Tychy, Pszczyna, Czechowice-Dziedzice, Rajcza, Zwardoń czy Bielsko-Biała Główna.

### Komunikacja lokalna
Autobusy Thermocar łączą Węgierską Górkę z Żywcem i okolicznymi miejscowościami.

## Odznaczenia
- Order Krzyża Grunwaldu III klasy (1979)[39]